# Chimarra bicoloroides
Chimarra bicoloroides är en nattsländeart som beskrevs av Oliver S. Flint Jr. 1967. Chimarra bicoloroides ingår i släktet Chimarra och familjen stengömmenattsländor. Inga underarter finns listade i Catalogue of Life.